# Ashtonia excelsa
Ashtonia excelsa är en emblikaväxtart som beskrevs av Airy Shaw. Ashtonia excelsa ingår i släktet Ashtonia och familjen emblikaväxter. Inga underarter finns listade i Catalogue of Life.